# XEPL-AM
XEPL-AM/XHEPL-FM conocida como XHEPL La Súper Estación es una estación de radio con licencia en la ciudad de Ciudad Cuauhtémoc, Chihuahua, México. Transmite en 550 kHz de AM con 1 kW de potencia diurna y 0.15 kW de potencia nocturnar además de transmitir en los 91.3 MHz de FM con 25 kW de potencia.

## Historia
El 23 de enero de 1962 Adolfo Moreno Cortés solicitó a la Secretaría de Comunicaciones y Transportes una concesión para operar una estación de radio en los 560 kHz de AM a 0.5 kW de operación diurna e identificativo XEPL-AM. La estación se concesionó el 23 de julio de 1970 con las características solicitadas salvo la frecuencia que quedó finalmente en 550 kHz e inició operaciones es mismo año.
El 13 de enero de 1987 tras la muerte de Adolfo Moreno Cortés, la Secretaría de Comunicaciones y Transportes cambió la titularidad de la estación a su esposa Elisa Salinas Enríquez, y sus tres hijos Franco Ulises Moreno Salinas, Betzabe Moreno Salinas y César Aníbal Moreno Salinas, quedando la operación de la estación a cargo de éste.
El 19 de octubre de 2011 se autorizó el cambio a FM, quedando como XHEPL-FM en los 91.3 MHz de FM a 25 kW de potencia. Actualmente opera tanto en AM como en FM.
La estación es famosa en el Estado de Chihuahua por la crítica política que en su programa realiza César Aníbal Moreno.